# Упыри (фильм)
«Упыри́» — белорусский независимый художественный фильм в жанре хоррор. Премьерный показ фильма состоялся 19 ноября 2019 года.

## Сюжет фильма
Полина и Маша вместе с приехавшими к ним французом Габриэлем и китайцем Сяном едут отдыхать в лесную глубинку на красивое озеро. Озеро окутано древними легендами, а местные до сих пор практикуют ритуальное сжигание утопленников на костре. Если не сделать этого до заката солнца, ожившие трупы упырей станут нападать на живых, утаскивая их на зловещее дно. Главные герои узнают об обряде, увенчанном знаком зловещего духа рыбы, с опозданием. В мистические события также помимо своей воли вмешиваются местные контрабандисты.

## В главных ролях
| Актёр               | Роль      |
| ------------------- | --------- |
| Анастасия Васильева |           |
| Анастасия Филиппова |           |
| Габриэль Пикк       |           |
| Кенто Сато          |           |
| Вадим Галыгин       | Дима      |
| Тамара Муженко      |           |
| Александр Старченко |           |
| Андрей Карако       | профессор |
| Дмитрий Глазачев    |           |
| Евгений Хвесюк      |           |

## Съёмки и премьера
Съемки фильма начались в 2017 году студией «Первая КиноВидео Компания». Основным местом съемок стали затопленные меловые карьеры в Волковысском районе. Бюджет фильма составил 300 тысяч евро, его обеспечила белорусская косметологическая компания взамен на продакт-плейсмент в фильме. Премьера фильма состоялась в Доме кино 1 ноября 2019 года, после чего прокат фильма прошёл по кинотеатрам областных центров Белоруссии.

## Критика
Журналист Константин Сидорович отметил, что слабое место фильма — сценарий, монтаж, игра актёров, но выразил мнение, что для белорусского кинематографа независимый фильм с таким бюджетом — положительное достижение.
Кинокритик Анна Ефременко высказала мнение, что «Упыри» не претендуют на переосмысление жанра хоррор как такового и успешную фестивальную судьбу, поскольку фильм — жанровый аттракцион.